# Moussa Traoré (1971)
Moussa Traoré (Abiyán, Costa de Marfil, 25 de diciembre de 1971) es un exfutbolista de Costa de Marfil que jugaba en la posición de delantero.

## Carrera

### Club
| Periodo   | Club                 |
| --------- | -------------------- |
| 1989      | Rio Sport d'Anyama   |
| 1990-1991 | Rennes               |
| 1991-1996 | Olympique Alès       |
| 1996-1997 | Angers SCO           |
| 1999-2000 | US Créteil-Lusitanos |
| 2001–2002 | Al-Shabab FC         |
| 2002–2003 | AS Choisy-le-Roi     |
| 2003–2007 | US Stade Tamponnaise |

### Selección nacional
A nivel de selecciones menores jugó en la Copa Mundial de Fútbol Sub-17 de 1987 en Canadá donde fue el goleador del torneo y ganador del premio al mejor jugador del torneo. Jugó para Costa de Marfil en 15 ocasiones de 1992 a 1997 y anotó un gol en la derrota por 1-3 ante Túnez el 25 de enero de 1996 en Port Elizabeth por la Copa Africana de Naciones 1996. Participó en tres ediciones de la Copa Africana de Naciones donde fue campeón en la edición de 1992.

## Logros

### Club
- Supercopa Árabe (1): 2001
- Primera División de Reunión (5): 2003, 2004, 2005, 2006, 2007
- Copa de Reunión (1): 2003
- Copa de Campeones de Ultramar (2): 2004, 2007
- Copa del Océano Índico (2): 2006, 2007

### Selección nacional
- Copa Africana de Naciones (1): 1992

### Individual
- Goleador de la Copa Mundial de Fútbol Sub-17 de 1987 (5 goles).
- Mejor jugador de la Copa Mundial de Fútbol Sub-17 de 1987.